# Sportfondsenbad

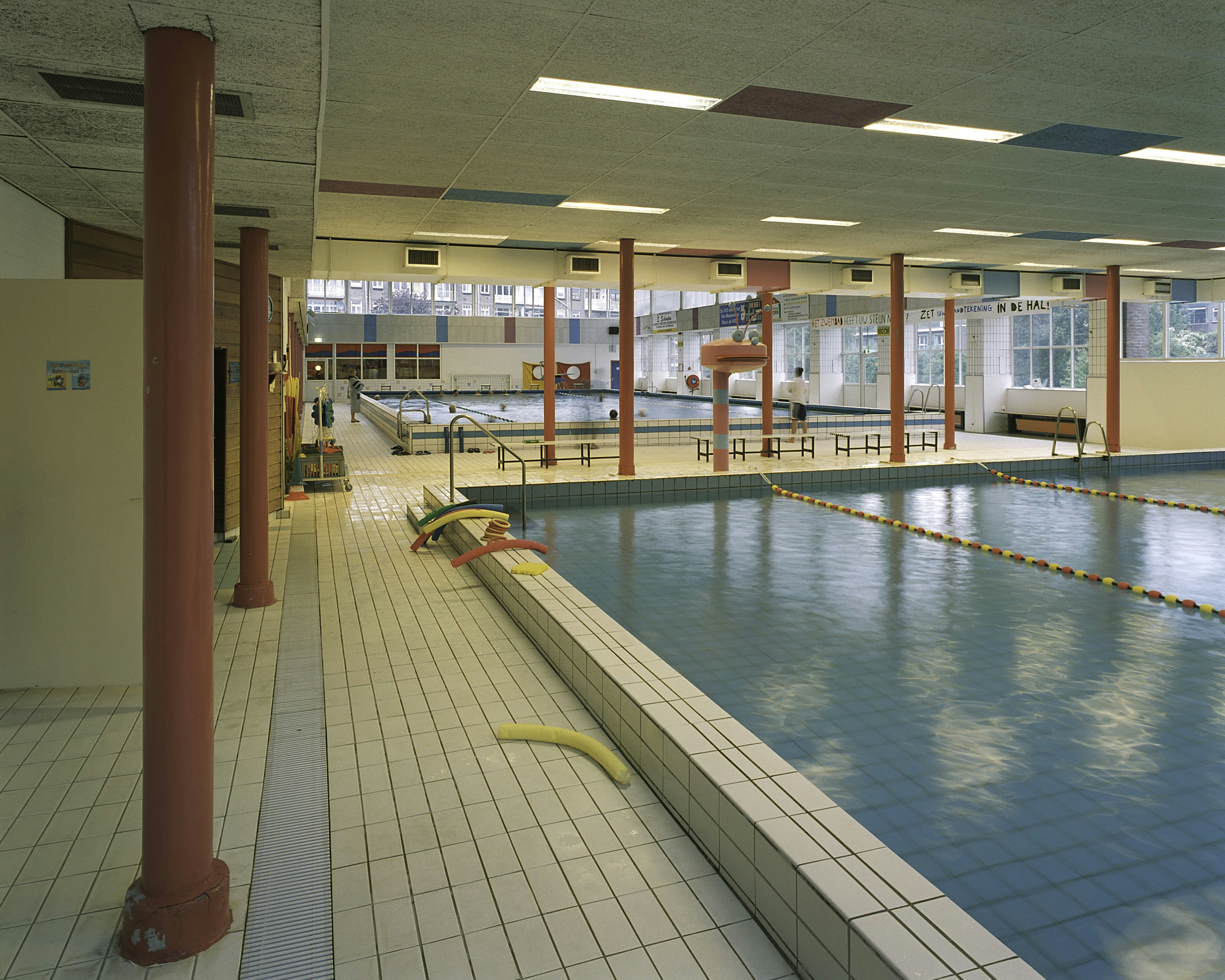
Sportfondsenbad Rotterdam-Noord, ook wel Van Maanenbad

Een Sportfondsenbad is een zwembad waarvan de bouw door een aandelenfonds is gefinancierd. De fondsen werden gevuld door het uitgeven van aandelen volgens een spaarsysteem. Zo werd de oprichting van een eigen overdekt zwembad mogelijk gemaakt.

## Spaarfondsen
Bad- en zwemgelegenheden waren vanaf eind negentiende eeuw in opkomst, mede door het toenemende besef dat een goede persoonlijke hygiëne beter was voor de gezondheid. Amsterdam kreeg in 1896 zijn eerste overdekte bad, het Heiligewegbad. In 1920 namen J.A.C. Bierenbroodspot en Eddie van Es van de Amsterdamsche zwemclub Het Y initiatieven voor het oprichten van een eigen overdekt zwembad. De reden lag in een conflict met de uitbater van het Zuiderbad over de tijden waarop het bad gebruikt kon worden voor waterpolowedstrijden. Een aanvraag voor een nieuw zwembad bij de gemeente en het uitgeven van aandelen mislukte. Op 14 juni 1923 werden spaarders geworven voor een fonds, de zogeheten spaarkassen, de N.V. "De Sport-Fondsen". Belangstellenden konden daar hun spaargeld parkeren. Bierenbroodspot werd de directeur van de NV. Doelstelling was het plaatsen van 1000 spaaraandelen van elk Fl 360,-. Binnen een halfjaar waren er honderden aandelen geplaatst bij Y-leden en buurtbewoners. Het betekende dat gespaard kon worden voor een aandeel. Toen er genoeg gespaard was werd aan de overheid worden gevraagd om een garantie af te geven bij een bank. In 1927 was f 100.000 gespaard, waarna de Gemeente Amsterdam bereid werd gevonden tot het geven van een garantie op een lening van f 260.000 bij de Rijksverzekeringsbank. Deze bank was de grootste uitvoerder op het gebied van sociale zekerheid. Naast de garantie stelde de gemeente ook het terrein beschikbaar. Het eerste Sportfondsenbad werd gehuisvest in het stookhuis van de Oostergasfabriek in Amsterdam-Oost en bestaat nog steeds. De stichtingskosten bedroegen fl. 539.000,-.

## Andere steden
Ook in andere steden werden Spaarkassen opgericht. De spaaraandeelhouders stortten daarvoor ieder jaar een bedrag. Deze gelden werden belegd in de N.V. "de Vereenigde Sportfondsen-Baden". Een bescheiden renteuitkering en reductie op de entree en speciale zwemuren voor spaarders waren de tegenprestatie. Na een vastgesteld aantal jaren werd de inhoud van de spaarkas verdeeld onder de deelnemers. In 1962 werd een 3,5% obligatielening van 3 miljoen gulden uitgegeven. Daarmee waren mensen met hun resterende spaaraandelen verzekerd van een redelijke rentevergoeding.
Na de sportfondsenbaden in Amsterdam-Oost en Rotterdam Noord (in deze steden zouden meerdere zwembaden komen) volgden in 1933 Arnhem en Zwolle en vervolgens Breda (1934), Schiedam (1934) en Maastricht (1934), Apeldoorn (1935), Eindhoven (1935), Haarlem (1935), Heerlen (1935), Venlo (1935), Delft (1936), Amersfoort (1937), Nijmegen (1937), Dordrecht (1938), Zaandam (1940), Wassenaar (1956), Wageningen (1957), Beverwijk (1965) en Bussum (1969). Toch leidden niet alle spaarkassen tot de bouw van een zwembad. Een bekende architect van sportfondsenbaden was Wolter Bakker.

## Sportfondsen Nederland
Het tijdperk van de spaarders was na de oorlog bijna geheel voorbij, doordat er andere vormen van kapitaalverschaffing werden gebruikt. Sportfondsen Nederland N.V. exploiteert sinds de zestiger jaren honderden uiteenlopende accommodaties in Nederland. Het fonds houdt zich bezig met uiteenlopende sport-, recreatie-, en welzijnsvoorzieningen. Naast sportaccommodaties en multifunctionele centra richt zij zich op exploitatie, advisering en opleiding.